# Canton de Cusset-Sud
Le canton de Cusset-Sud est une ancienne division administrative française située dans le département de l'Allier et la région Auvergne.

## Géographie
Le canton de Cusset-Sud comprenait sept communes et une fraction de la commune de Cusset au sud d'une limite définie par « l'avenue de Vichy (à partir de la limite territoriale de la commune de Vichy), [un] chemin piétonnier séparant le château de Presle du centre d'enseignement Vichy-Cusset (jusqu'à la rue d'Anjou), la rue d'Anjou (jusqu'au chemin piétonnier menant au château d'eau), [un] chemin piétonnier menant au château d'eau (jusqu'à l'avenue de Vichy), [l']avenue de Vichy, [la] rue de la République, [le] boulevard du Général-de-Gaulle, [la] place Victor-Hugo, [la] place Radoult-de-Lafosse, [la] rue Rocher-Favyé, [la] place Félix-Cornil, [le] cours La Fayette, [la] rue de la Barge, [la] route de Ferrières, [la] voie communale no 2 (jusqu'au chemin des Vignes), [le] chemin des Vignes, [la] rue des Tuileries, [le] chemin de Meunière (jusqu'à la rivière Le Jolan), et par la rivière Le Jolan (jusqu'à la limite de la commune de Molles) ».

## Histoire
Le canton a été créé en 1985 par la scission du canton de Cusset en deux parties : Cusset-Nord et Cusset-Sud.
Le redécoupage des cantons du département de l'Allier supprime ce canton après les élections départementales de 2015. Abrest et Saint-Yorre sont rattachées au nouveau canton de Vichy-2 et les cinq autres communes rejoignent le canton de Lapalisse. La fraction sud de la commune de Cusset est quant à elle rattachée au nouveau canton de Cusset avec trois autres communes,.

## Administration

### Résultats électoraux
- Élections cantonales de 2004 : le sortant Gérard Charasse (Radical de gauche) est élu au second tour avec 72,13 % des suffrages exprimés (4 867 voix sur 6 748 exprimés) ; Jean-Claude Pothier (DVD) est battu avec 27,87 %. Le taux de participation est de 69,78 % (7 145 votants sur 10 240 inscrits)[4].
- Élections cantonales de 2011 : le sortant Gérard Charasse (Radical de gauche) est élu au second tour avec 74,23 % des suffrages exprimés (3 734 voix sur 5 030 exprimés) ; Gilles Channet (FN) est battu avec 25,77 %. Le taux de participation est de 50,94 % (5 380 votants sur 10 562 inscrits)[5].

## Représentation

### Liste des conseillers généraux
| Période | Période | Identité               | Étiquette    | Qualité |
| ------- | ------- | ---------------------- | ------------ | --- |
| 1985    | 1998    | René Copet (1926-2011) | UDF puis DVD | Artisan - Maire d'Abrest |
| 1998    | 2015    | Gérard Charasse        | PRG          | Professeur Maire du Vernet de 1977 à 2001 Député de la 4e (1997-2012) puis de la 3e circonscription de l'Allier (2012-2017) |

## Composition
Le canton de Cusset-Sud se composait d’une fraction de la commune de Cusset et de sept autres communes. Il comptait 14 976 habitants (population municipale) au 1er janvier 2012.
| Nom                | Code Insee | Intercommunalité    | Population (dernière pop. légale)              |
| ------------------ | ---------- | ------------------- | ---------------------------------------------- |
| Cusset (chef-lieu) | 03095      | CA Vichy Communauté | Fraction : 4 623(2012) Commune : 13 386 (2014) |
| Abrest             | 03001      | CA Vichy Communauté | 2 847 (2014)                                   |
| Busset             | 03045      | CA Vichy Communauté | 926 (2014)                                     |
| La Chapelle        | 03056      | CA Vichy Communauté | 376 (2014)                                     |
| Mariol             | 03163      | CA Vichy Communauté | 782 (2014)                                     |
| Molles             | 03174      | CA Vichy Communauté | 868 (2014)                                     |
| Saint-Yorre        | 03264      | CA Vichy Communauté | 2 789 (2014)                                   |
| Le Vernet          | 03306      | CA Vichy Communauté | 1 929 (2014)                                   |

## Démographie
| 1990   | 1999   | 2006   | 2011   | 2012   |
| ------ | ------ | ------ | ------ | ------ |
| 13 750 | 13 676 | 14 061 | 14 906 | 14 976 |